# Entephria griseicinctata
Entephria griseicinctata là một loài bướm đêm trong họ Geometridae.